# 髙頭祐樹
髙頭 祐樹（たかとう ゆうき、1982年5月20日 - ）は、日本の俳優。千葉県出身。アミューズ→オレガ。劇団プレステージ劇団員。

## 人物
- 劇団の最古参。
- 劇団プレステージのYouTubeチャンネルで占い師 リツコ・ヴィヴァスヴァット として、占いを披露していた。
- 小学六年生で金が全てと悟る。現在の本人はクソガキだったと語る
- 家族構成は父母姉(3つ上)と幸村という名の猫を飼っている名前の由来は真田幸村からとって、高頭本人の名前の由来は不明
- 好きな俳優は男性は板尾創路、女性だと木村多江
- 料理が得意で1番の得意料理はぺぺたま
- 好きな食べ物は豚肉。嫌いな食べ物は柿と羊羹
- 下着はトランクス派

- 2020年3月31日、契約満了に伴いアミューズを退所したが、劇団プレステージの劇団員としては継続して行くことを自身のTwitterアカウントにて発表[1]
- 2020年5月12日、オレガへの所属を自身のTwitterアカウントにて発表。劇団プレステージでの活動も継続[2]
- 2020年4月15日より、同劇団の坂田直貴と共に、「BAR秘密基地」という番組をYouTube上で配信。

## 出演

### 舞台
- 「Amuse -Prestage project-unit」名義
  - 「ROOM」（2005年1月15日 - 16日、千本桜ホール）
  - 「Chapter8 -テキーラ、そしてサンライズ-」（2005年9月23日 - 25日、千本桜ホール）
  - 「恋はケ・セラ・セラ」（2006年2月9日 - 12日、千本桜ホール）
  - 「MILD SEVEN EXTRA LIGHT -おだやかな7つの余分だけど、特別な輝き-」（2006年10月5日 - 9日、千本桜ホール）
  - 「チェリーの木の下で」（2007年3月14日 - 18日、千本桜ホール）
  - 「チェリーの木の下で -DT-MAX08’-」（2008年4月10日 - 13日、千本桜ホール）
  - 「ブラックパールが世界を動かす」（2009年4月8日 - 12日、千本桜ホール）
  - 「マフィアは電柱の根元に葉巻を置いたか?」（2010年3月17日 - 22日、千本桜ホール）
- 劇団プレステージ第1回公演「ペンシルビルWARS 〜眠らぬ街のアツい日〜」（2010年10月23日 - 31日、千本桜ホール） - タジール 役
- 劇団プレステージ第2回公演「サイキックフライト！〜頑張る7人のエスパーとあと2、3人〜」（2011年4月28日 - 5月8日、千本桜ホール） - 山崎 役
- 劇団プレステージ第3回公演「『ゼツボー荘』より愛を込めて」（2011年11月22日 - 12月6日、千本桜ホール） - 大家 役
- 劇団プレステージ第4回公演「Have a good time?」（2012年8月17日 - 9月2日、千本桜ホール） - 秀三 役
- ZEROのしっぽ旗揚げ公演「READY,」（2012年10月、明石スタジオ）
- 劇団プレステージ第5回公演「ゴーストレイト」（2013年4月19日 - 29日、CBGKシブゲキ!!︎） - 刑事 役
- プレイボーイ of Prestage Project「トーキョー・タイム・パラドクス」（2013年8月13日 - 18日、千本桜ホール） - 沼部 役
- アイバンク啓発チャリティーミュージカル「パパからもらった宝もの」（2013年8月27日・30日、電力ホール/きゅりあんホール）- 江藤純一 役
- 劇団プレステージ第6回公演「アウタースペース109」（2013年9月25日 - 10月6日、CBGKシブゲキ!!︎） - 中目黒 / 客 / 浮浪者 役
- 劇団プレステージ第7回公演「ボーンヘッド・ボーンヘッダー」（2014年4月18日 - 29日、CBGKシブゲキ!!︎） - 千石 役
- 劇団プレステージ第8回公演「ブラックパールが世界を動かす（再演）」（2014年8月20日 - 31日、CBGKシブゲキ!!︎ ） - インコ / バッカスファミリー部下 / 清掃員 役
- 劇団プレステージ第9回公演「WORLD'S ENDのGIRLFRIEND」（2015年2月8日 - 22日、CBGKシブゲキ!!︎） - ジョモ 役
- 劇団プレステージ番外公演「『ゼツボー荘』より愛を込めて ぶち壊す!!!!!」（2015年4月21日 - 29日、千本桜ホール） - 津田 役
- 劇団プレステージ第10回公演「Have a good time?（再演）」（2015年8月8日 - 9日、森ノ宮ピロティホール/8月12日 - 23日、紀伊国屋サザンシアター） - 秀三の母 役
- 劇団プレステージ 番外公演「君のそばにいたいのに」（2016年2月12日 - 21日、CBGKシブゲキ!!）
- 劇団プレステージ第11回本公演「リサウンド～響奏曲～」（2016年9月2日 - 18日、CBGKシブゲキ!!）- 日陰 役
- 劇団プレステージ第12回本公演「URA! URA! Booost」（2017年8月16日 - 27日、紀伊國屋サザンシアター TAKASHIMAYA）
- 劇団プレステージ第13回本公演「ディペンデントデイ〜7人の依存症〜」（2018年8月1日 - 12日、CBGKシブゲキ!!）- 高野 役
- 浪漫活劇「るろうに剣心」（2018年10月11日 - 11月17日、新橋演舞場 / 11月15日 - 24日、大阪松竹座） - 比留間伍兵衛（ひるま ごへえ）役
- 劇団プレステージ第14回本公演「終わり to はじまり」（2018年12月12日 - 23日、CBGKシブゲキ!!）- ちづ 役
- Yプロジェクト×Zero Project×E-Stage Topia提携プロデュース公演『カルパノーラマ』（2019年1月23日 - 27日、渋谷区立文化総合センター大和田　伝承ホール） - 明智小五郎 役
- 劇団プレステージ第15回本公演「大地からのレラ!」（2019年9月28日 - 10月6日、CBGKシブゲキ!!） - 利樹、オオサコ 役
- 劇団プレステージ第16回本公演「浅草チャンバラ・メリーゴーランド」（2020年11月6日 - 10日、浅草花劇場） - 鈴木（イチサン） 役
- 劇団プレステージ第17回本公演「Have a good time?（再々演）」（2022年3月2日 - 7日、シアター・アルファ東京） - 秀三 役
- 劇団プレステージ第19回本公演「チェリーの木の下で-DT-MAX-」（2023年10月19日 - 22日、コフレリオ新宿シアター） - 見村 役

### テレビドラマ
- 女と愛とミステリー『パートタイム探偵1』（2002年）
- 最後の弁護人 第7話（2003年、日本テレビ）
- 深夜食堂2 第12話（2011年10月、TBS）
- 深夜食堂3 第9話（2014年12月、TBS/MBS）
- HEAT 第5話（2015年8月、フジテレビ）金魚屋 役
- 花咲舞が黙ってない 第7話（2015年8月、日本テレビ）
- 東京タラレバ娘 第6話（2017年2月、日本テレビ｝- 美容師 役
- バウンサー（2017年4月、BSスカパー! ）
- プラージュ（2017年8月、WOWOW） - 森脇実 役
- 偽装不倫 第9話（2019年7月、日本テレビ） - 美容師 役
- 美食探偵 明智五郎 第6話（2020年5月17日、日本テレビ）
- 麒麟がくる  第27回 （2020年10月11日、NHK）
- 監察医 朝顔（2021年、フジテレビ）
  - 監察医 朝顔 特別編（2022年9月26日、フジテレビ）
  - 監察医 朝顔 2025新春スペシャル(2025年1月3日、フジテレビ)
- SUPER RICH 第10話（2021年12月16日、フジテレビ）
- 善人長屋 第1話（2022年7月8日、NHK BSプレミアム） - 治五郎の子分 役
- PICU 小児集中治療室（2022年10月10日 - 12月19日、フジテレビ）

### 配信ドラマ
- 横浜エイティーズ（2014年、au・EZチャンネル他)
- 喫茶プレリュード（2019年、YouTube）− 前山初範 役[3]
- 深夜食堂 -Tokyo Stories Season2- 第4話（2019年秋、Netflix）
- テイパルセラピー「山本建設」（2021年2月27日、YouTube）

### 映画
- ワイルド・フラワーズ（2004年）
- クローズ ZERO II（2009年）
- キラーヴァージンロード（2009年）
- SR サイタマノラッパー2 女子ラッパー☆傷だらけのライム（2010年）
- 夜明けの街で（2011年）
- 横たわる彼女（2014年）
- ギャングース（2018年） - 坂口剛介 役
- 美しき誘惑　～現代の「画皮」～（2021年）監督：赤羽博

### イベント
- 劇的に!マザー牧場で動物と劇プレに触れ合おうツアー（2012年10月6日、マザー牧場）
- Act Against AIDS 2012（2012年12月1日、日本武道館）
- Amuse presents SUPER ハンサム LIVE 2012（2012年12月28日、パシフィコ横浜 国立大ホール）
- 劇・プレ博2013 ～初春の広報戦略～（2013年3月20日、新宿ロフトプラスワン）
- Prestage Party in PONGI（2014年2月16日、アミューズミュージカルシアター）
- Amuse presents SUPER ハンサム LIVE 2014（2014年12月26日 - 27日、パシフィコ横浜 国立大ホール）
- 劇・プレ博2015 ～初夏の広報戦略～（2015年7月5日、J-SQUARE SHINAGAWA）
- 夏だ!千本だ!劇プレだ!ファミマー大感謝祭!!〜卒業式と始業式〜（2022年8月27日、千本桜ホール）

### ミュージックビデオ
- スピカの夜 「SPICA」（2013年）
- DJみそしるとMCごはん「きゅうりのキューちゃん」（2014年、演出:井上涼）[4]

### その他
- うたう！役者100人展！！（2022年12月23日 − 27日、2023年1月4日 − 9日、1月31日 − 2月5日）